# Marco Nummio Senecione Albino
Marco Nummio Senecione Albino (in latino: Marcus Nummius Senecio Albinus; fl. 227) è stato un politico romano di età imperiale.
Originario di Benevento, era il figlio di Marco Nummio Umbrio Primo Senecione Albino, console del 206. Nel 227, durante il regno di Alessandro Severo, fu nominato console.